# Platysteiridae
Platysteiridae é uma família de aves passeriformes distribída pela África tropical. Previamente os gêneros desta família eram agrupados na Muscicapidae.